# Koparion

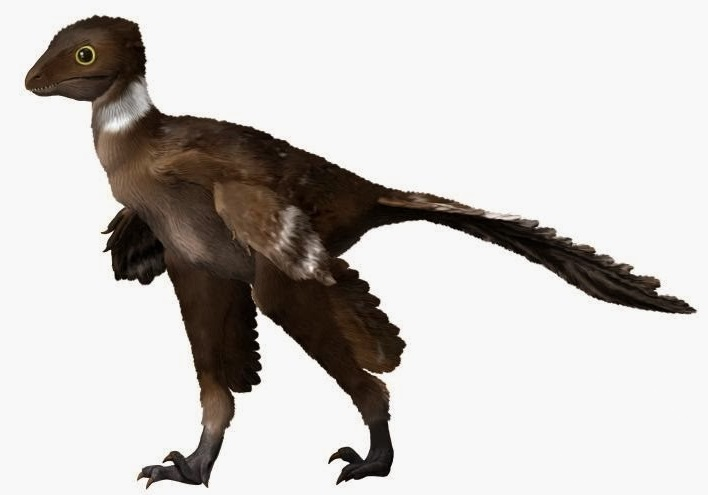
Художня реконструкція

Koparion — рід невеликих целурозаврових тероподових динозаврів пізнього юрського періоду (кімеридж) зі штату Юта. Він містить єдиний названий вид Koparion douglassi, який відомий лише за одним ізольованим зубом.

## Відкриття
У 1993 році Деніел Чур і Брукс Брітт повідомили про відкриття невеликих залишків тероподів, знайдених під час промивання великої кількості землі в Райдужному парку біля національного пам'ятника динозаврам в окрузі Уінта, штат Юта. У 1994 році Чуре назвав і описав унікальний зуб як типовий зразок нового виду Koparion douglassi. Родова назва «Копаріон» походить від дав.-гр. κοπάριον, «маленький хірургічний ніж», у зв'язку з невеликим розміром зуба. Видова назва на честь графа Дугласа, який на початку двадцятого століття розкопав кар'єр Національного пам'ятника динозаврів.
Голотипний екземпляр, DINO 3353, був знайдений у члені западини Браші формації Моррісон, що датується пізнім кімериджем, приблизно 151 мільйон років тому. Отже, таксон присутній у стратиграфічній зоні 6 формації Моррісон. Зразок складається з однієї коронки зуба верхньої щелепи (корінь відсутній). Не можна визначити, лівий чи правий зуб.

## Опис
Зуб заввишки два міліметри, дуже вигнутий, з сильно випуклим переднім краєм і майже вертикальним заднім краєм. Зуб міцний, з максимальною довжиною ззаду до переду 1,9 міліметра. Обидва краї зубчасті, з низькими прямокутними зубчиками (окремими зазублинами). Дванадцять зубчиків на задньому краї набагато вищі за чотирнадцять на передньому. Основа зуба, хоч і дуже широка, але звужена. Основа асиметрична, права сторона спереду виступає набагато далі, ніж ліва; оскільки невідомо, чи це лівий, чи правий зуб, неможливо встановити, що є внутрішньою, а що зовнішньою стороною. Зубці розділені «кров'яними борозенками», також присутні «кров'яні ямки». Задні зубчики спрямовані косо вгору, але не мають гачкуватих верхніх кутів.